# فورتنایت: نجات دنیا
فورتنایت نجات دنیا (انگلیسی: Fortnite: Save the World) یک بازی ویدئویی در سبک ترکیبی تیراندازی سوم شخص، بقا و دفاع از برج است که توسط گیرباکس سافت‌ور و در سال ۲۰۱۷ به شکل دسترسی زودهنگام در پلت‌فرم‌های مایکروسافت ویندوز، مک‌اواس، پلی‌استیشن ۴ و ایکس‌باکس وان منتشر شده‌است. این بازی مربوط به جنگ با هیولاها است که به صورت آنلاین توانایی بازی کردن با دیگران وجود دارد.
فورتنایت نجات دنیا ۴ حالت بازی دارد «استون وود» « پلنکرتون» «کنی ولی» «تویین پیکس» میباشد موضوع این مراحل نجات دادن قبیله است ، با انجام مراحل روزانه شما ۵۰ ویباکس « واحد پولی بازی » تا ۹۰ ویباکس میتوانید دریافت کنید
موضوع بازی این است که شما باید ، دنیا را نجات دهید ، و هیولا ها ( زامبی  )را  نابود کنید ، در اکثر مرحله ها ، نیاز به بولو گولو  دارید « بولو گولو یک نوع انرژی است » تا با استفاده از ان بتوانید مراحل بازی را تموم کنید  